# Quyền LGBT ở Quần đảo Virgin thuộc Anh
Quyền đồng tính nữ, đồng tính nam, song tính và chuyển giới ở Quần đảo Virgin thuộc Anh phải đối mặt với những thách thức pháp lý mà những người không phải LGBT không gặp phải. Hoạt động tình dục đồng giới đã được hợp pháp tại Quần đảo Virgin thuộc Anh từ năm 2001.

## Công nhận mối quan hệ đồng giới
Hôn nhân đồng giới không hợp pháp theo luật của Quần đảo Virgin thuộc Anh. Quần đảo Virgin thuộc Anh là một xã hội cực kỳ tôn giáo, và không có cuộc thảo luận nào liên quan đến hợp pháp hóa đã xảy ra tại Hạ viện.
Vào năm 2015, Thủ tướng Orlando Smith, trong khi khẳng định sự phản đối cá nhân của mình đối với hôn nhân đồng giới, đã chỉ ra rằng ông sẵn sàng tham vấn cộng đồng về vấn đề này. Tuy nhiên, Đạo luật Hôn nhân (sửa đổi) 2017 không đưa ra điều khoản nào cho các cuộc hôn nhân đồng giới, và các chính trị gia phát biểu tại Hạ viện đã dành thời gian để bình luận về việc không có các điều khoản đó và bày tỏ thái độ thù địch với hôn nhân đồng giới và LGBT mọi người rộng hơn.
Các nhà lãnh đạo Giáo hội đã chỉ ra sự thù địch đối với khả năng hợp pháp hóa, và các nhà lãnh đạo chính trị đã có một cách tiếp cận thiếu thiện cảm ở nơi công cộng. Chính phủ của Hoàng đế đã xác nhận rằng họ sẽ không áp đặt sự công nhận các cuộc hôn nhân đồng giới ở Quần đảo Virgin thuộc Anh bằng cách Lệnh trong Hội đồng.
Hôn nhân đồng giới là hợp pháp trong nước láng giềng Quần đảo Virgin thuộc Mỹ, tuy nhiên.

## Bảng tóm tắt
| Hoạt động tình dục đồng giới hợp pháp                                                                                       | (Từ năm 2001)                               |
| Độ tuổi đồng ý | (Từ năm 2001)                               |
| Luật chống phân biệt đối xử trong việc làm                                                                                  | (Từ năm 2007)                               |
| Luật chống phân biệt đối xử trong việc cung cấp hàng hóa và dịch vụ                                                         | (Từ năm 2007)                               |
| Luật chống phân biệt đối xử trong tất cả các lĩnh vực khác (bao gồm phân biệt đối xử gián tiếp, ngôn từ kích động thù địch) | (Từ năm 2007)                               |
| Hôn nhân đồng giới | No                                          |
| Công nhận các cặp đồng giới                                                                                                 | No                                          |
| Con nuôi của các cặp vợ chồng đồng giới                                                                                     | No                                          |
| Con nuôi chung của các cặp đồng giới                                                                                        | No                                          |
| LGBT được phép phục vụ công khai trong quân đội                                                                             | (Trách nhiệm của Vương quốc Anh)            |
| Quyền thay đổi giới tính hợp pháp                                                                                           | No                                          |
| Truy cập IVF cho đồng tính nữ                                                                                               | No                                          |
| Mang thai hộ thương mại cho các cặp đồng tính nam                                                                           | (Cấm cho các cặp vợ chồng dị tính cũng vậy) |
| NQHN được phép hiến máu | No                                          |